# Station Waterloo (Merseyside)
Waterloo (Merseyside) is een spoorwegstation van National Rail in Waterloo, Sefton in Engeland. Het station is eigendom van Network Rail en wordt beheerd door Merseyrail. 